# Gynoplistia (Gynoplistia) woombye
Gynoplistia (Gynoplistia) woombye is een tweevleugelige uit de familie steltmuggen (Limoniidae). De soort komt voor in het Australaziatisch gebied.